# Uraba lugens
Безумная шляпница, безумная шляпусеница также безумный шляпник(лат. Uraba lugens) — вид чешуекрылых семейства нолид, вредитель эвкалиптов. Обитает в Австралии. Известен в первую очередь тем, что на личиночной стадии носит на своей голове стопку предыдущих оболочек головы, за что и получил название «безумная шляпница».

## Описание
Гусеница окрашена в чёрный и жёлтый цвет, имеет длинные волоски, снабжённые книдоцитами. После линек избавляются от хитиновой оболочки, кроме её головной части, коя остаётся сверху настоящей головы, и так через несколько линек у гусениц образовывается стопка голов (до 5-ти голов), дабы защищаться от щитников, метящих колюще-сосущим ротовым аппаратом прямо в голову. От других хищников защищается либо едкой зелёной жидкостью, либо выбрасывая кишки, подобно голотуриям. Имаго имеют тёмно-серые передние крылья с чёрными поперечными линиями и пятнами, иногда широкой коричневой полосой по центру, а цвет задних крыльев близок белому, края крыльев опушены. Усы перистые.